# Народна зірка
Народна зірка — музичне талант-шоу на телеканалі «Україна». Принципом програми є відкриття нових музичних талантів. Учасники проекту — десять дуетів, складених із зірок естради, а також виконавців із народу, обраних за підсумками всеукраїнського кастингу.

## Формат
Учасники проекту — десять дуетів, складених із зірок естради, а також виконавців, обраних за підсумками всеукраїнського кастингу. Критерій відбору — вміння й бажання співати. Вік і зовнішність значення не мають.
У кожному випуску шоу дуети отримують своєрідне завдання: музичний напрям, у якому їм належить підготувати наступний виступ. Оцінюють старання учасників авторитетне журі. Вирішальним є голос телеглядачів, які можуть проголосувати за своїх улюбленців за допомогою смс.

## Ведучі
- Сніжана Єгорова
- Ірма Вітовська
- Максим Неліпа

## Члени журі
| Сезон | Ведучий 1       | Ведучий 2     | Ведучий 3      |                     | Суддя 1              | Суддя 2          | Суддя 3          | Суддя 4 |
| ----- | --------------- | ------------- | -------------- | ------------------- | -------------------- | ---------------- | ---------------- | ------- |
| 1     | Сніжана Єгорова | Максім Неліпа | Ірма Вітовська | Володимир Бистряков | Анастасія Заворотнюк | Барбара Брилська | Юрій Рибчинський |         |
| 2     | Сніжана Єгорова | Максім Неліпа | Ірма Вітовська | Володимир Бистряков | Анастасія Заворотнюк | Барбара Брилська | Юрій Рибчинський |         |
| 3     | Сніжана Єгорова | Максім Неліпа | Оля Полякова   | Володимир Бистряков | Анастасія Заворотнюк | Барбара Брилська | Юрій Рибчинський |         |
| 4     | Сніжана Єгорова | Максім Неліпа | Оля Полякова   | Володимир Бистряков | Анастасія Заворотнюк | Лолита Милявська | Юрій Рибчинський |         |
| 5     | Сніжана Єгорова | Максім Неліпа | скасовано      |                     | Анастасія Заворотнюк | Лолита Милявська | TBA              | TBA     |

## Переможці
- Переможець 1-го сезону шоу «Народна зірка». Рудакова Уляна — Маріуполь

Освіта: Бердянський державний педагогічний університет 
Партнери: Потап і Настя Каменських
- Переможець 2-го сезону шоу «Народна зірка». Лоб Сергій — Кременчук

Освіта: Кременчуцький державний університет, менеджмент зовнішньоекономічної діяльності, студент-бакалавр 
Партнерка: Оля Полякова
- Переможець 3-го сезону шоу «Народна зірка». Білялов Асан — Крим

Партнерка: Злата Огневич
- Переможець 4-го сезону шоу «Народна зірка». Кузін Володимир — Кривий Ріг.

Партнерка: Катерина Бужинська

## Режисер
Режисер-постановник і художній керівник шоу Першого сезону з чотирьох - Максим Паперник.